# Огонь на поражение (фильм)
«Огонь на поражение» (англ. Shoot To Kill) — американский кинофильм 1988 года, боевик с Томом Беренджером и Сидни Пуатье в главных ролях.

## Сюжет
«Огонь на поражение» представляет собой детектив с элементами триллера. Всё начинается с ограбления ювелирного магазина. Прибывшие на место происшествия полицейские перехватывают «грабителя» с добычей — им оказывается хозяин магазина. Грабить собственный магазин ювелир взялся не от желания получить страховку, а от давления некоего страшного типа, который залез к нему в дом и захватил в заложники семью. Полиция проводит неудачную операцию по задержанию, преступник скрывается в лесах штата Вашингтон, по-видимому стремясь к канадской границе.
Агент ФБР (Сидни Пуатье) устремляется в погоню.
Выясняется, что грабитель ушёл в горы с группой туристов-рыболовов. Чтобы нагнать группу, агенту ФБР приходится взять в помощники местного проводника (Том Беренджер). В ходе погони агент ФБР и проводник убеждаются, что грабитель начал убивать членов туристической группы.
Большую часть фильма личность преступника для зрителя остается загадкой, для большего эффекта создатели фильма пригласили на роли туристов актёров, ранее отметившихся на экране в амплуа «плохих парней» (Клэнси Браун, Фредерик Коффин, и Эндрю Робинсон). Также в сюжете присутствует личная линия жених-невеста — проводница группы — невеста «напарника» агента ФБР.

## В ролях
- Сидни Пуатье — Уоррен Стэнтин
- Том Беренджер — Джонатан Нокс
- Кёрсти Элли — Сара Реннелл
- Эндрю Робинсон — Харви
- Клэнси Браун — Стив
- Ричард Мазур — Норман
- Фредерик Коффин — Ральф
- Майкл Макрэй — Фурнье